# Marko Šćepović
Marko Šćepović (en serbio, Марко Шћеповић; Belgrado, 23 de mayo de 1991) es un futbolista serbio que juega como delantero.

## Selección nacional
Šćepović ha participado en varias categorías de la selección de Serbia. Con la sub-19 jugó seis partidos en los que anotó cinco goles. Con la sub-21 jugó tres y no marcó goles. Con la absoluta ha participado en siete partidos y aún no ha anotado. Debutó el 12 de diciembre de 2012 en la fase de clasificación para el Mundial 2014, en un encuentro en el que Serbia cayó por 3-0 ante Bélgica.

## Clubes
| Club                          | País      | Año       |
| ----------------------------- | --------- | --------- |
| F. K. Teleoptik               | Serbia    | 2008-2010 |
| Partizán de Belgrado          | Serbia    | 2010-2013 |
| Olympiacos F. C.              | Grecia    | 2013-2016 |
| R. C. D. Mallorca (cedido)    | España    | 2014-2015 |
| Terek Grozny (cedido)         | Rusia     | 2015      |
| Royal Excel Mouscron (cedido) | Bélgica   | 2015-2016 |
| MOL Vidi F. C.                | Hungría   | 2016-2019 |
| Çaykur Rizespor               | Turquía   | 2019-2020 |
| Buriram United F. C.          | Tailandia | 2020      |
| A. C. Omonia Nicosia          | Chipre    | 2021-2022 |
| C. D. Lugo                    | España    | 2023      |
| F. K. Novi Pazar              | Serbia    | 2023-2024 |

## Palmarés

### Títulos nacionales
| Título                     | Club                 | País    | Año  |
| -------------------------- | -------------------- | ------- | ---- |
| Superliga de Serbia        | Partizán de Belgrado | Serbia  | 2011 |
| Copa de Serbia             | Partizán de Belgrado | Serbia  | 2011 |
| Superliga de Serbia        | Partizán de Belgrado | Serbia  | 2012 |
| Superliga de Serbia        | Partizán de Belgrado | Serbia  | 2013 |
| Superliga de Grecia        | Olympiacos F. C.     | Grecia  | 2014 |
| Nemzeti Bajnokság I        | Videoton F. C.       | Hungría | 2018 |
| Copa de Hungría            | MOL Vidi F. C.       | Hungría | 2019 |
| Primera División de Chipre | A. C. Omonia Nicosia | Chipre  | 2021 |
| Supercopa de Chipre        | A. C. Omonia Nicosia | Chipre  | 2021 |
| Copa de Chipre             | A. C. Omonia Nicosia | Chipre  | 2022 |